# Caton-Klasse
Die Caton-Klasse war eine Klasse von zwei 64-Kanonen-Linienschiffen (Zweidecker) der französischen Marine, die von 1778 bis 1815 in Dienst stand.

## Allgemeines
Die Klasse wurde von dem Schiffbauingenieur Joseph-Marie-Blaise Coulomb entworfen. Am 7. Februar 1770 erfolgte der Bauauftrag für zwei Schiffe (Jason und Bélier) die im Marinearsenal von Toulon gebaut werden sollten. Bereits am 20. März 1770 wurde der Bauauftrag für die Bélier zugunsten des 74-Kanonen-Linienschiffes Destin storniert.
Die Caton wurde im April 1770 auf Kiel gelegt aber der Bau schritt  mangels geeigneten Eichenholzes nur langsam voran. Im Februar 1777 wurde eine weitere Einheit bestellt. Beide Einheiten konnten bis 1778 bzw. 1779 fertiggestellt werden und kamen im Rahmen des Amerikanischen Unabhängigkeitskrieges zum Einsatz.

## Einheiten
| Name  | Bauwerft          | Bestellung        | Kiellegung   | Stapellauf       | Indienststellung | Verbleib |
| ----- | ----------------- | ----------------- | ------------ | ---------------- | ---------------- | --- |
| Caton | Arsenal de Toulon | 7. Februar 1770   | April 1770   | 5. Juli 1777     | Mai 1778         | Am 19. April 1782 (Seegefecht in der Mona-Passage) durch die Royal Navy gekapert; als Caton in Dienst, ab August 1790 Lazarettschiff und am 9. Februar 1815 verkauft      |
| Jason | Arsenal de Toulon | 29. November 1777 | 24. Mai 1778 | 13. Februar 1779 | 21. Juni 1779    | Am 19. April 1782 (Seegefecht in der Mona-Passage) durch die Royal Navy gekapert; als Argonaut in Dienst, zwischen 1797 und 1804 Lazarettschiff und im Juli 1828 verkauft |

## Technische Beschreibung
Die Klasse war als Batterieschiff mit zwei durchgehenden Geschützdecks konzipiert und hatte eine Länge von 50,67 Metern (Geschützdeck) bzw. 45,15 Metern (Kiel), eine Breite von 13,16 Metern und einen Tiefgang von 6,39 Metern bei einer Verdrängung von 1100/2300 Tonnen. Sie waren Rahsegler mit drei Masten (Fockmast, Großmast und Kreuzmast). Der Rumpf schloss im Heckbereich mit einem Heckspiegel, in den Galerien integriert waren, die in die seitlich angebrachten Seitengalerien mündeten.
Die Besatzung hatte im Frieden eine Stärke von 551 Mann und im Kriegsfall von 600 Mann (11 Offiziere und 540 bzw. 589 Unteroffiziere bzw. Mannschaften). Die Bewaffnung der Klasse bestand aus 64 Kanonen.
|        | Unteres Batteriedeck | Oberes Batteriedeck | Backdeck      | Achterdeck    | Kanonen (Geschossgewicht) |
| ------ | -------------------- | ------------------- | ------------- | ------------- | ------------------------- |
| Design | 26 × 24-Pfünder      | 28 × 12-Pfünder     | 4 × 6-Pfünder | 6 × 6-Pfünder | 64 Kanonen (249,65 kg)    |